# Habenaria undulata
Habenaria undulata är en orkidéart som beskrevs av Charles Frappier och Eugène Jacob de Cordemoy. Habenaria undulata ingår i släktet Habenaria och familjen orkidéer.
Artens utbredningsområde är Réunion. Inga underarter finns listade i Catalogue of Life.